# Charles Berkeley, II conte di Berkeley
Charles Berkeley, II conte di Berkeley (8 aprile 1649 – Berkeley, 24 settembre 1710), è stato un diplomatico inglese.

## Biografia
Era il figlio di George Berkeley, I conte di Berkeley, e di sua moglie, Elizabeth Massingberd. Frequentò il Christ Church di Oxford e al Trinity College, Cambridge.

## Carriera
Berkeley adottò lo stile visconte Dursley nel settembre 1679, quando il padre è stato portato alla contea. Era appena stato eletto deputato per Gloucester nel 1679 e 1681. Entrò nella Camera dei lord come narone Berkeley, nel luglio 1689 e fu poi inviato come inviato straordinario in Spagna nel maggio 1689, e come ambasciatore alle Province Unite (1689-1695). Il 25 maggio 1694 è stato nominato Lord luogotenente del Gloucestershire.
Berkeley succedette alla contea nel 1698. Nel 1702 è stato nominato Lord luogotenente del Surrey. Il 21 novembre 1667 è stato eletto membro della Royal Society.

## Matrimonio
Sposò, il 16 agosto 1677, Elizabeth Noel (1654-30 luglio 1719), figlia di Baptist Noel, III visconte Campden. Ebbero sette figli:
- Charles Berkeley, visconte Dursley (17 giugno 1679-maggio 1699);
- James Berkeley, III conte di Berkeley (1679-17 agosto 1736);
- George Berkeley (1680-1746), sposò Henrietta Hobart, non ebbero figli;
- Henry Berkeley (1690-1736), sposò Mary Cornewall, ebbero figli;
- Lady Mary Berkeley, sposò Thomas Chambers, ebbero due figlie;
- Lady Elizabeth Berkeley (?-16 settembre 1769), sposò Sir John Germain, I baronetto, non ebbero figli;
- Lady Penelope Berkeley (?-3 settembre 1699).

## Morte
Morì il 24 settembre 1710, all'età di 61 anni, a Berkeley Castle, Berkeley, per idropisia.